# Ник Нокс
Ник Нокс (настоящее имя Николас Джордж Стефанофф ; 26 марта 1953 — 14 июня 2018) — американский барабанщик сайкобилли -группы The Cramps. Он заменил Мириам Линну в 1977 году и ушёл в 1991 году. Нокс был с The Cramps на пике их всемирной популярности, когда они много гастролировали по Европе в 1986 году с туром A Date with Elvis. Он задрафтовал своего двоюродного брата Майка Метоффа (он же Айк Нокс) во время предыдущего европейского турне в 1984 году. Нокс был признан барабанщиком, который придал жёсткости звуку Cramps и оставался в группе дольше, чем любой другой барабанщик. До прихода в Cramps он был участником протопанк-группы The Electric Eels.
Позже Нокс был «старшим советником» панк-группы Archie and the Bunkers из Кливленда и тесно сотрудничал с группой над их синглом 2017 года на Norton Records.
Нокс умер от кардиогенного шока 15 июня 2018 года.